# Wolfgang Büsch
Wolfgang Büsch (* 24. September 1929 in Breslau; † 17. April 2012 in Berlin) war ein deutscher Jurist und Politiker (SPD).

## Leben und Beruf

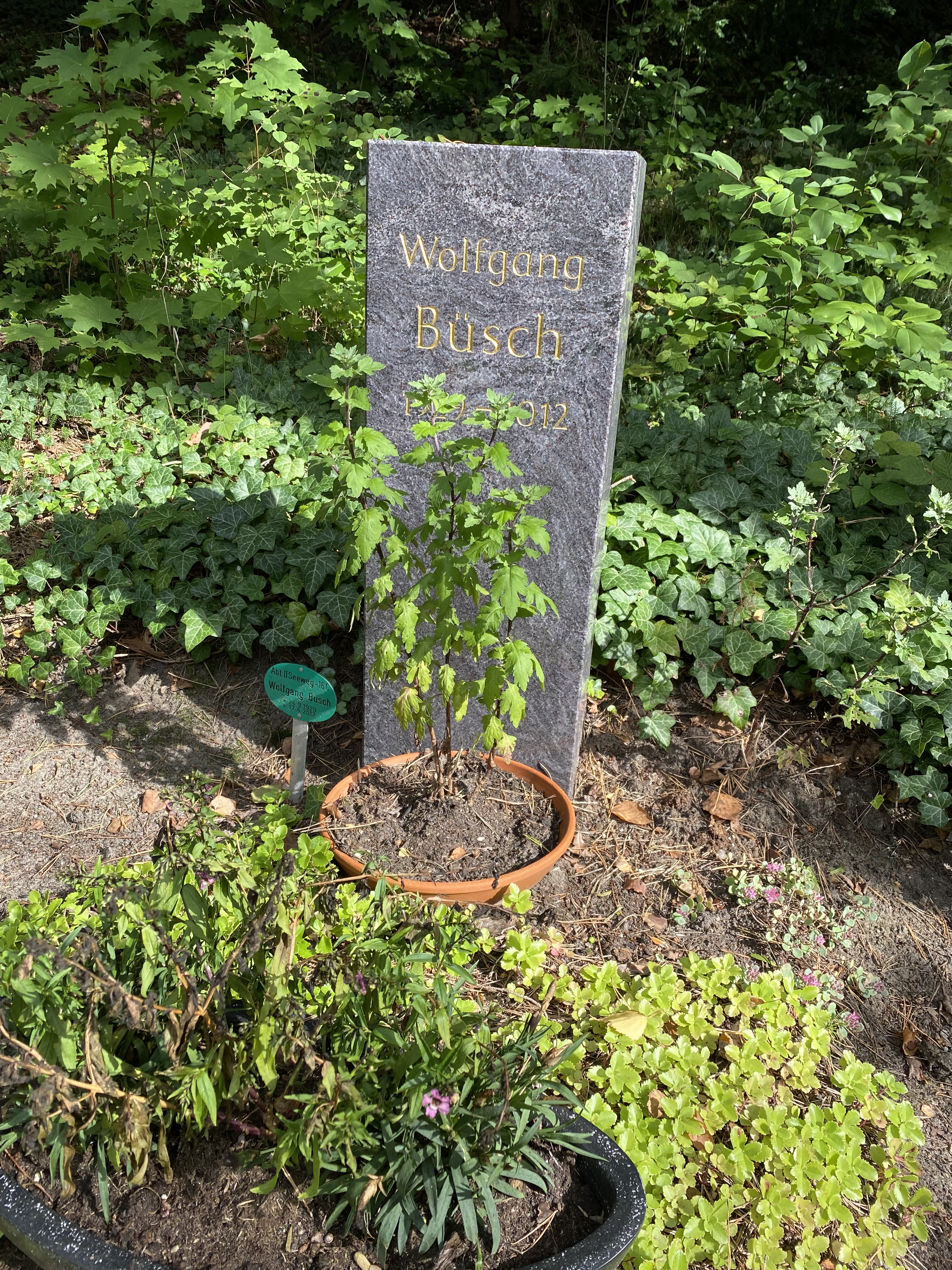
Grabstätte Wolfgang Büsch

Nach dem Abitur 1949 an der Hermann-Lietz-Schule auf Schloss Bieberstein studierte der Sohn eines Kaufmannes Rechtswissenschaften, Geschichte, Germanistik, Politische Wissenschaften und Philosophie an den Universitäten in Berlin, Mainz und Marburg. Büsch schloss sich der SPD an und war 1957/58 Vorsitzender des Sozialistischen Deutschen Studentenbundes (SDS).
Sein Studium beendete er 1956 mit dem ersten und 1960 mit dem zweiten juristischen Staatsexamen.
Anschließend wurde er als Rechtsanwalt zugelassen und arbeitete zunächst bis 1967 in diesem Beruf.
1958 erlangte er für die SPD ein bis 1971 gehaltenes Mandat im Abgeordnetenhaus von Berlin; 1962 bis 1967 fungierte er als Geschäftsführer der SPD-Fraktion. Ab April 1967 leitete er als Senator das Berliner Innenressort. Zeitgleich mit den Ereignissen um die Tötung des Studenten Benno Ohnesorg war der damalige Regierende Bürgermeister – Heinrich Albertz – heftigen Attacken und Intrigen des linken und rechten Parteiflügels der SPD ausgesetzt. Um den auf ihn lastenden Druck von sich abzulenken, bewog er seinen Innensenator, im September 1967 die politische Verantwortung für den Tod Ohnesorgs zu übernehmen und vom Regierungsamt zurückzutreten. Albertz dankte mit den Worten: „Wolfgang, du bist ein Held.“ Eine Woche später trat Albertz ebenfalls zurück.
Nach seinem Ausscheiden aus der aktiven Politik war er bis 2001 als Rechtsanwalt und Notar mit eigener Kanzlei tätig. Außerdem war er Geschäftsführer des Verbandes der Zeitschriftenverleger in Berlin und Brandenburg (VZBB).
Wolfgang Büsch verstarb 82-jährig in Berlin und wurde auf dem dortigen Friedhof Heerstraße beigesetzt. Die Grabstätte liegt in Abt. II Seeweg–16C.